# 関西労災病院
独立行政法人労働者健康安全機構 関西労災病院（どくりつぎょうせいほうじんろうどうしゃけんこうあんぜんきこう かんさいろうさいびょういん）は、兵庫県尼崎市にある医療機関。独立行政法人労働者健康安全機構（旧・労働福祉事業団・労働者健康福祉機構）が運営する病院である。労災病院として出発し、その後の診療体制の拡充等により尼崎市周辺の地域医療の中核を担うようになっている。

## 沿革
- 1953年（昭和28年）1月 - 診療を開始する。
- 1970年（昭和45年）4月 - 付属施設として医療検査大学校を開校する。
- 1973年（昭和48年）4月 - 関西労災看護専門学校を開校する。
- 1987年（昭和62年）3月 - 医療検査大学校を閉校する。
- 2007年（平成19年）1月 - 地域がん診療連携拠点病院に指定される。
- 2009年（平成21年）12月16日 - 地域医療支援病院に承認される。
- 2011年（平成23年）4月 - 医療連携総合センターを設置する。

## 診療科目
- 内科
- 消化器内科
- 循環器内科
- 心療内科・精神科
- 緩和ケア科
- 神経内科
- 小児科
- 外科
- 消化器外科
- 乳腺外科
- 整形外科
- スポーツ整形外科
- 形成外科
- 脳神経外科
- 心臓血管外科
- 呼吸器外科
- 皮膚科
- 泌尿器科
- 産婦人科
- 眼科
- 耳鼻咽喉科・頭頸部外科
- リハビリテーション科
- 放射線科
- 放射線診断部
- 放射線治療部

中央手術部
- 核医学診断部
- 麻酔科
- 歯科口腔外科
- 検査科
- 病理科
- 救急診療科
- 重症治療部
- シックハウス診療科
- 健康診断部
- 心臓血管センター
- アスベスト疾患センター

## アクセス
- 阪急神戸本線 武庫之荘駅から阪神バスで約10分「労災病院」バス停下車
- JR神戸線（東海道本線）立花駅から阪神バスで約8分「労災病院」バス停下車
- 尼崎駅 (阪神)から阪神バスで約20分「労災病院」前バス停下車

## 外部サイト
- 関西労災病院
- 関西労災病院 尼崎地域史事典